# Hagendeel (metrostation)
Hagendeel is een metrostation in het stadsdeel Lokstedt van de Duitse stad Hamburg. Het station werd geopend op 1 juni 1985 en wordt bediend door lijn U2 van de metro van Hamburg.